# 彩虹八色鸫
彩虹八色鸫（学名：Pitta iris），是八色鸫科八色鸫属的一种，为澳大利亚的特有种。全球活动范围约为259,000平方千米。该物种的保护状况被评为无危。
彩虹八色鸫的平均体重约为65.0克。栖息地包括种植园、亚热带或热带的红树林、亚热带或热带的旱林、亚热带或热带的（低地）湿润疏灌丛和亚热带或热带的湿润低地林。